# Skopelos (gmina)
Skopelos (gr. Δήμος Σκοπέλου, Dimos Skopelu) – gmina w Grecji, tworząca wraz z sąsiadującymi gminami Alonisos i Skiatos jednostkę regionalną Sporady, w regionie Tesalia, w administracji zdecentralizowanej Tesalia-Grecja Środkowa.  W jej skład wchodzi wyspa Skopelos. Siedzibą gminy jest Skopelos. W 2011 roku liczyła 4960 mieszkańców.
Do końca 2010 roku należała do prefektury Magnezja.